# Et felicito, fill!
Et felicito, fill! és un projecte humorístic i d'ironia que assenyala situacions absurdes centrant-se en personatges o institucions que han viscut una contradicció o fet sorprenent fundat per David Alandí i Miquel Caimary.
El projecte s'inicià a partir d'un mem del programa de ràdio La Segona Hora a RAC1 el qual es basava en l'expressió "Et felicito, fill!". L'any 2009 durant una trucada d'aquest programa de ràdio en la qual entrevistaven una mestressa de casa de la Cerdanya, a Espot, anomenada Maria Tella, aquesta va lloar la tasca del llavors entrenador blaugrana Pep Guardiola expressant-li un "Et felicito, fill!". Aquella expressió ràpidament despertà els riures de l'equip del programa i la simpatia de l'audiència que ho convertiren en una expressió d'enhorabona sincera a una felicitació irònica. Així, el lema s'anà escampant fins a convertir-se en tot un lema radiofònic que traspassà a les xarxes socials amb l'etiqueta #etfelicitofill, en un perfil de Twitter, i després també a Instagram i Facebook, dedicats a recopilar el top ten de piulades catalanes i també en una web www.etfelicitofill.cat que serviria per recopilar el contingut generat a partir d'aquest moviment.
L'octubre de 2012 foren nominats als premis Blocs Catalunya que guanyaren en aquella cinquena edició, en la categoria de "Miscel·lània / Personals".
El febrer de 2013 aprofitant el fenomen viral, publicaren un llibre escrit per Miquel Caimary i Piñol i David Alandí i Machuca, en el qual narraren l'experiència de com va néixer el projecte i diverses anècdotes, amb "les notícies més irreverents, les pífies més espifiades, les barbaritats més bàrbares i els ridículs més sublims que han aparegut els darrers temps als mitjans de comunicació". L'abril d'aquell any celebraren també la Festa #etfelicitofill.cat presentat per Quim Morales i Xavier Pérez Esquerdo per presentar el llibre i també donar el Premi Et felicito, fill! d'aquell any.
La popularitat del projecte ha permès que poguessin desenvolupar diversos productes amb la marca "Et felicito, fill!" com per exemple la seva línia de gelats amb la companyia Gelats de Territori l'any 2022. O l'any 2018 amb la col·laboració amb el projecte Masters of Naming amb el qual divulguen noms curiosos de comerços o enginyosos de productes que esdevinguin noms de paraules també.